# Багаточернещинська сільська рада
Багаточерне́щинська сільська́ ра́да — адміністративно-територіальна одиниця та орган місцевого самоврядування в Сахновщинському районі Харківської області. Адміністративний центр — село Багата Чернещина.

## Загальні відомості
Багаточернещинська сільська рада утворена в 1924 році.
- Територія ради: 64,36 км²
- Населення ради: 775 осіб (станом на 2001 рік)
- Територією ради протікають річки Оріль, Багата.

## Населені пункти
Сільській раді підпорядковані населені пункти:
- с. Багата Чернещина
- с. Малі Бучки

## Склад ради
Рада складається з 12 депутатів та голови.
- Голова ради: Маслій Віктор Іванович
- Секретар ради: Пшикун Вікторія Михайлівна

### Керівний склад попередніх скликань
| Прізвище, ім'я, по батькові | Основні відомості                                                         | Дата обрання | Дата звільнення |
| --------------------------- | ------------------------------------------------------------------------- | ------------ | --------------- |
| Маслій Віктор Іванович      | Сільський голова, 1956 року народження, освіта вища                       | 26.03.2006   | 31.10.2010      |
| Маслій Віктор Іванович      | Сільський голова, 1956 року народження, освіта вища, член Партії регіонів | 31.10.2010   |                 |

Примітка: таблиця складена за даними сайту Верховної Ради України

### Депутати
За результатами місцевих виборів 2010 року депутатами ради стали:

#### За суб'єктами висування
| Суб'єкт висування                                       | Кількість обраних депутатів | %    |
| ------------------------------------------------------- | --------------------------- | ---- |
| Партія регіонів                                         | 4                           | 33,3 |
| Політична партія Всеукраїнське об'єднання «Батьківщина» | 3                           | 25   |
| Політична партія «Сильна Україна»                       | 2                           | 16,7 |
| Самовисування                                           | 2                           | 16,7 |
| Соціалістична партія України                            | 1                           | 8,3  |

#### За округами
| № округу                                                | Прізвище, ім'я, по батькові  | Дата визнання обраним | Освіта             | Партійна приналежність                        | Відомості про обраного депутата                        |
| ------------------------------------------------------- | ---------------------------- | --------------------- | ------------------ | --------------------------------------------- | ------------------------------------------------------ |
| Партія регіонів                                         |                              |                       |                    |                                               |                                                        |
| 3                                                       | Зинич Людмила Дмитрівна      | 02.11.2010            | середня спеціальна | член Партії регіонів                          | тимчасово не працює                                    |
| 4                                                       | Филоненко Жанна Дмитрівна    | 02.11.2010            | вища               | член Партії регіонів                          | тимчасово не працює                                    |
| 5                                                       | Болехан Василь Михайлович    | 02.11.2010            | середня спеціальна | член Партії регіонів                          | тимчасово не працює                                    |
| 9                                                       | Пшикун Вікторія Михайлівна   | 02.11.2010            | вища               | член Партії регіонів                          | Багаточернещинська сільська рада, секретар             |
| Політична партія Всеукраїнське об'єднання «Батьківщина» |                              |                       |                    |                                               |                                                        |
| 1                                                       | Василенко Наталя Миколаївна  | 02.11.2010            | вища               | член Всеукраїнського об'єднання «Батьківщина» | Багаточернещинська загальноосвітня школа, вчитель      |
| 2                                                       | Кірікович Ірина Вікторівна   | 02.11.2010            | вища               | член Всеукраїнського об'єднання «Батьківщина» | Багаточернещинська загальноосвітня школа, вчитель      |
| 7                                                       | Болехан Тетяна Іванівна      | 02.11.2010            | вища               | член Всеукраїнського об'єднання «Батьківщина» | Багаточернещинська загальноосвітня школа, вчитель      |
| Політична партія «Сильна Україна»                       |                              |                       |                    |                                               |                                                        |
| 11                                                      | Пугач Євдокія Іванівна       | 02.11.2010            | середня спеціальна | член Політичної партії «Сильна Україна»       | тимчасово не працює                                    |
| 12                                                      | Ястремська Алла Михайлівна   | 02.11.2010            | вища               | член Політичної партії «Сильна Україна»       | Багаточернещинська сільська рада, спеціаліст           |
| Соціалістична партія України                            |                              |                       |                    |                                               |                                                        |
| 8                                                       | Прокопенко Лариса Миколаївна | 02.11.2010            | середня спеціальна | член Соціалістичної партії України            | Багаточернещинський ВПЗ, начальник відділення зв'язку  |
| Самовисування                                           |                              |                       |                    |                                               |                                                        |
| 6                                                       | Білашенко Наталія Вікторівна | 02.11.2010            | середня спеціальна | позапартійна                                  | Багаточернещинська загальноосвітня школа, техпрацівник |
| 10                                                      | Кухаренко Олексій Леонідович | 02.11.2010            | середня спеціальна | позапартійний                                 | тимчасово не працює                                    |